# Huaraculén
Huaraculén es una localidad chilena ubicada en la comuna de Villa Alegre, cercana al límite de la provincia de Linares en la Región del Maule, Integra, junto con las comunas de Bobadilla, Linares, San Javier, Villa Alegre y Yerbas Buenas, el distrito electoral N°39 (Diputados), y pertenece a la circunscripción senatorial N.º 11.

## Ubicación
Se encuentra ubicado al sur del río Maule, a pocos kilómetros al sur de San Javier, dentro de la cuenca del río Loncomilla. La comuna limita al norte y al oeste con San Javier, al sur con Linares y al este con Villa Alegre y con Yerbas Buenas. Huaraculén está a 121 m s. n. m.

## Demografía
La localidad de Huaraculén abarca una superficie de 1551,64 km² y posee una población de 45 976 habitantes (2017), correspondientes al 4,4 % de la población total de la región, con una densidad de 29,63 hab/km². Del total de la población, 23 341 son mujeres (50,77 %) y 22 635, hombres (49,23 %). El año 2002, el 26,71 % correspondía a población rural y el 73,28 % a población urbana. Los núcleos urbanos principales son la cabecera comunal. además cuenta con el estero Huaraculén y el liceo agrícola Sagrados Corazones donde se encuentran las campesinas de técnica agropecuaria.